# Bigi Fischer
Bigi Fischer (* 1950 in Wien) ist eine österreichische Schauspielerin.

## Leben
Bigi Fischer absolvierte eine Schauspielausbildung am Max Reinhardt Seminar in Wien, die sie mit einem Diplom abschloss. Fischer hatte Theaterengagements am Volkstheater Wien, am Theater in der Josefstadt, am Theater in der Drachengasse in Wien und am Landestheater Salzburg.
In Deutschland hatte sie Gastengagements am Düsseldorfer Schauspielhaus und am Thalia Theater in Hamburg. Dort spielte sie 1978 die Lady Windermere in der Gesellschaftskomödie Lady Windermeres Fächer von Oscar Wilde unter der Regie von Boy Gobert.
Fischer spielte auch das klassische Theater-Repertoire im ernsten Rollenfach und übernahm beispielsweise Rollen in Stücken von Jehoschua Sobol. Szenische Lesungen und Bühnenbearbeitungen nach Werken von Carl Djerassi und Per Olov Enquist gehören ebenfalls zu ihrem Repertoire. Ebenso trat Fischer in Boulevardkomödien, in Volksstücken und in musikalischen Lustspielen auf. So spielte sie 1999 gemeinsam mit Barbara Wussow und Albert Fortell in dessen Theaterstück Kurzschluss in der Komödie im Bayerischen Hof in München. 2001 spielte Fischer am Theater in der Josefstadt die Frau von Lärminger in der volkstümlichen Posse Heimliches Geld, heimliche Liebe von Johann Nestroy. 2003 übernahm sie dort die Resi Strobl in dem Volksstück Die Gigerln von Wien mit der Musik von Alexander Steinbrecher.
Ab Ende der 1980er Jahre spielte Fischer auch Rollen im österreichischen und im deutschen Fernsehen. Fischer übernahm hierbei durchgehende Serienrollen, hauptsächlich jedoch Episodenhauptrollen und auch Gastrollen. In der europäischen TV-Krimiserie Eurocops war sie die Wiener Kommissarin Bigi Herzog. Eine kleine Rolle hatte sie 1994 in dem Kinofilm Mesmer unter der Regie von Roger Spottiswoode. Fischer arbeitete außerdem mehrfach mit den österreichischen Regisseuren Peter Patzak und Xaver Schwarzenberger zusammen.
Bekanntheit erlangte Fischer in den letzten Jahren insbesondere durch ihre Fernsehengagements in verschiedenen österreichischen und deutschen Koproduktionen des ZDF und des ORF. So spielte sie 2005 in der Fernsehserie Das Traumschiff als Angela Berger eine attraktive Ehefrau in den besten Jahren. In der Rosamunde-Pilcher-Verfilmung Sommer der Liebe übernahm sie die Rolle der vornehmen Lady Margaret. In dem Fernsehfilm Der Ferienarzt... in der Toskana spielte sie die lebenskluge Tante und Ratgeberin der weiblichen Hauptdarstellerin. 2009 übernahm Fischer ebenfalls für das ZDF die durchgehende Rolle der Kathie Branaghan in der Fernsehreihe Unsere Farm in Irland.

## Filmografie (Auswahl)
- 1989–1993: Eurocops
- 1994: Mesmer
- 1995: Polizeiruf 110 – Abgründe
- 1999: Aus heiterem Himmel
- 2000: St. Angela
- 2000: Schlosshotel Orth
- 2001: Julia – eine ungewöhnliche Frau (Folge: Um Haaresbreite)
- 2005: Das Traumschiff – Vancouver
- 2005: SOKO Donau
- 2006: Der Ferienarzt...in der Toskana
- 2007: Rosamunde Pilcher – Sommer der Liebe
- 2009–2010: Unsere Farm in Irland
- 2024: Zitronenherzen (Fernsehfilm)